# Uranijum monosulfid
Uranijum monosulfid je neorgansko hemijsko jedinjenje uranijuma i sumpora.